# Mistrovství Evropy v plavání na otevřené vodě 1991
II. mistrovství Evropy v plavání na otevřené vodě za rok 1991 proběhlo v Terracině, Itálie ve dnech 14. až 15. září 1991.

## Československá stopa
V závodě na 5 km žen obsadila Yvetta Hlaváčová (*1975) z KPSP Kometa Brno 2. místo a získala stříbrnou medaili, Irena Týfová (*1973) z TJ Slavia ODDM Liberec obsadila 12. místo a Jana Slabá (*1959) z TJ Zlín 16. místo. V závodě na 25 km žen obsadila Lenka Pacáková (*1966) z TJ Spartak Přerov 4. místo, Daniela Gruntová (*1972) z TJ Spartak Jihlava 11. místo a Lenka Horáčková (*1972) z TJ VCHZ Pardubice 14. místo.
V závodě na 5 km mužů obsadil Libor Kohut (*1974) z TJ Slavia Univerzita Brno 10. místo, Michael Drozd (*1968) z SK SŠ Pardubice 13. místo, Rudolf Kochajda (*1973) z TJ Slovan ZVS Nová Dubnica 17. místo. V závodě na 25 km mužů obsadil Richard Kamas (*1968) z TJ Slavia PF Plzeň 9. místo, Róbert Dinka (*1970) z TJ Slávia UK Bratislava 11. místo a Michal Vymazal (*1957) z TJ Slavia Univerzita Brno 16. místo.

## Výsledky
| Muži  | Zlato                     | Zlato     | Stříbro                    | Stříbro   | Bronz                | Bronz     |
| ----- | ------------------------- | --------- | -------------------------- | --------- | -------------------- | --------- |
| 5 km  | Stefano Rubaudo (ITA)     | 1:06:51,7 | Davide Giacchino (ITA)     | 1:07:22,3 | Hans van Goor (NED)  | 1:07:38,4 |
| 25 km | Christof Wandratsch (GER) | 5:46:26,2 | Sergio Chiarandini (ITA)   | 5:56:50,2 | Urs Kohlhaas (SUI)   | 5:58:50,1 |
| Ženy  | Zlato                     | Zlato     | Stříbro                    | Stříbro   | Bronz                | Bronz     |
| 5 km  | Éva Berzlánovitsová (HUN) | 1:13:51,2 | Yvetta Hlaváčová (TCH)     | 1:14:13,4 | Mara Dataová (ITA)   | 1:14:13,7 |
| 25 km | Eliana Fieschiová (SUI)   | 6:38:58,8 | Samantha Cavadiniová (SUI) | 6:54:27,7 | Rita Kovácsová (HUN) | 6:57:29,5 |

## Medailová bilance
V plavání na otevřené vodě se rozdělily celkem 4 sady medailí.
| Pořadí | Stát                 |       | Muži    | Muži  | Muži  |         | Ženy  | Ženy  | Ženy    |       | Muži + Ženy | Muži + Ženy | Muži + Ženy | Celkem |
| Pořadí | Stát                 | Zlato | Stříbro | Bronz | Zlato | Stříbro | Bronz | Zlato | Stříbro | Bronz |             |             |             | Celkem |
| ------ | -------------------- | ----- | ------- | ----- | ----- | ------- | ----- | ----- | ------- | ----- | ----------- | ----------- | ----------- | ------ |
| 1.     | Itálie (ITA)         |       | 1       | 2     | 0     |         | 0     | 0     | 1       |       | 1           | 2           | 1           | 4      |
| 2.     | Švýcarsko (SUI)      |       | 0       | 0     | 1     |         | 1     | 1     | 0       |       | 1           | 1           | 1           | 3      |
| 3.     | Maďarsko (HUN)       |       | 0       | 0     | 0     |         | 1     | 0     | 1       |       | 1           | 0           | 1           | 2      |
| 4.     | Německo (GER)        |       | 1       | 0     | 0     |         | 0     | 0     | 0       |       | 1           | 0           | 0           | 1      |
| 5.     | Československo (TCH) |       | 0       | 0     | 0     |         | 0     | 1     | 0       |       | 0           | 1           | 0           | 1      |
| 6.     | Nizozemsko (NED)     |       | 0       | 0     | 1     |         | 0     | 0     | 0       |       | 0           | 0           | 1           | 1      |
| Celkem | Celkem               |       | 2       | 2     | 2     |         | 2     | 2     | 2       |       | 4           | 4           | 4           | 12     |